# Bulgaarse Nationale Televisie
Bulgaarse Nationale Televisie (Bulgaars: Българска национална телевизия, Balgarska natsionalna televizia) of BNT (БНТ) is de publieke televisieomroep van Bulgarije.

## Geschiedenis
De omroep werd opgericht in 1959 in de Bulgaarse hoofdstad Sofia. Op 7 november 1959 was er al een korte uitzending geweest, maar de eerste officiële uitzending was op 26 december 1959, tijdens de live-uitzending van de legerparade ter viering van de Oktoberrevolutie.
In 1964 werd de omroep erkend door het Bulgaarse ministerie van Cultuur, waardoor het staatssteun ontving. De omroep wordt deels door de overheid gefinancierd en de overige inkomsten worden binnengehaald door middel van reclame. Na de erkenning begon de omroep op zijn kanaal ook journaals uit te zenden. Vanaf 1970 wordt er in kleur uitgezonden.
Tussen 1974 en 2000 had de omroep een tweede kanaal: EFIR 2, maar die werd later overgenomen en vervangen door bTV. In 2011 werd er weer een poging gedaan om een tweede kanaal op te richten. Dit lukte en hierdoor kon BNT 2 op 16 oktober 2011 zijn eerste uitzending maken.
Reeds in 2010 experimenteerde de omroep al met HD televisie en zond het WK Voetbal 2010 in HD uit. In februari 2014 kwam er een HD kanaal beschikbaar waarop de hoogtepunten van beide BNT worden uitgezonden.

## Kanalen

### Staatskanalen
- BNT 1
- BNT 2
- BNT 3
- BNT 4
- BNT HD
- BNT World

### Regionale kanalen
- RTVTS Blagoëvgrad
- RTVTS Varna
- RTVTS Plovdiv
- RTVTS Roese